# Eupithecia cooptata
Eupithecia cooptata là một loài bướm đêm trong họ Geometridae.

## Hình ảnh

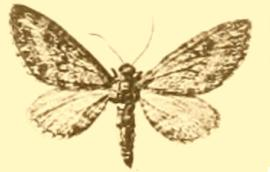
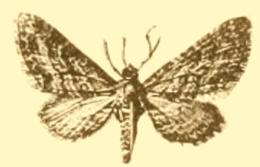